# Quindolina
La quindolina es un compuesto tetraheterocíclico. Es un alcaloide aislado de las raíces de Cryptolepis sanguinolenta (Asclepiadaceae, ubicada ahora como Apocynaceae). Este alcaloide es activo contra bacterias gram-positivas.

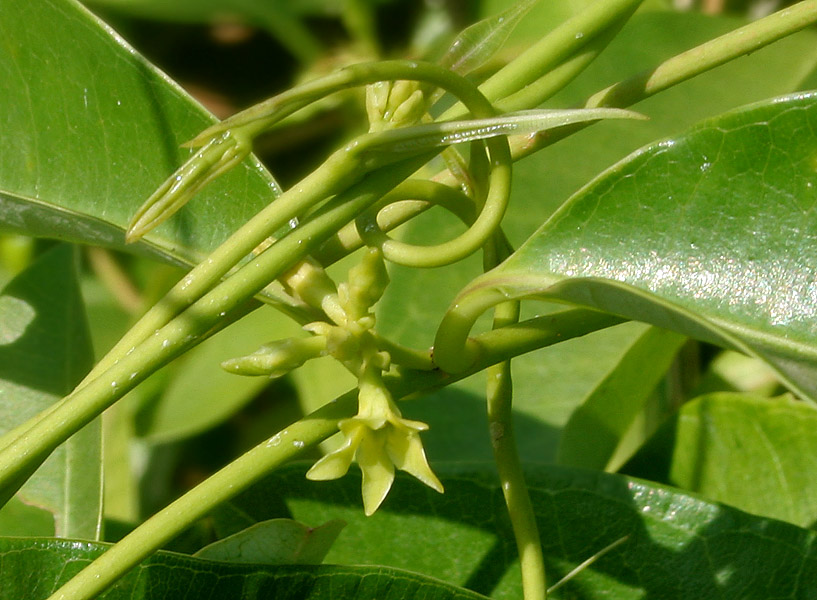
Cryptolepis

UV: [neutro]λmax228;276;344 ( MeOH) [acid]λmax226;272;286;368 ( MeOH/HCl). Presenta fluorescencia azul en solución. Sublima a presión de 1 atmósfera y 187 °C.

## Derivados
La 5-metil-5H-quindolina (Criptolepina; CAS 480-26-2, C16H12N2, PM 232.284) es un alcaloide también encontrado en Cryptolepis sanguinolenta. Es un compuesto con actividad antibacteriana, antiherpética, antimalárica y antihiperglicémica. Es un inhibidor de la agregación de plaquetas. También es activo contra bacterias gram-positivas. Forma agujas púrpura. Su punto de fusión se encuentra en el intervalo 175  -  178 °C, mientras que su monohidrato funde a 166-169 °C. 
A continuación se muestran los datos espectroscópicos de la criptolepina:
IR (KBr) νmax cm-1: 1644, 1615, 1466, 1354, 1308, 1242, 1031, 775, 715, 597
EIMS (m/z) 232 [M]+ (100%), 217 (32), 190 (15), 116 (16), 102 (11), 94 (15), 89(35).
1H NMR (CD3OD) δppm: 8.91 (s, H-11), 8.54 (d, 8.5, H-4), 8.50 (d, 9.1, H-6), 8.34 (dd, 7.8, 1.2, H-l), 8.05 (ddd,8.5, 7.3, 1.2, H-3), 7.80 (dd, 7.8, 7.3, n-2), 7.74 (dd, 8.4, 1.3,n-9), 7.69 (dd, 8.4, 7.6, n-8), 7.34 (ddd, 9.1, 7.6, 1.3, H-7),4.95 (s, N-Me)
La biscriptolepina (5,5′-Dimetil-11,11′-bi-5H-quindolina; CAS: 175178-79-7, PM 462.553, C32H22N4 ) es un dímero de la criptolepina aislado de la corteza de la raíz de  Cryptolepis sanguinolenta. Es un polvo amorfo verde activo contra bacterias gram-positivas y micobacterias

## Síntesis
Fichter sintetizó por primera vez la quindolina en 1906.  Varios investigadores han propuesto métodos para sintetizar anillos de quindolina simples y sustituidos, tales como Armit, Holt y Radl. Dhanabal y colaboradores desarrollaron un método en tres pasos para sintetizar quinolidina y criptolepina a partir de 3-bromoquinolina y o-cloroanilina. El producto forma la quinolidina por ciclización fotoquímica en presencia de yodo. Se obtiene la criptoleurina por metilación de la quinolidina con sulfato de metilo.